# August Lingström
Lars Niklas August Lingström i riksdagen kallad Lingström i Klintehamn, född 18 oktober 1860 i Levide församling, Gotlands län, död 3 januari 1931 i Klinte församling, Gotlands län, var en svensk folkskollärare och riksdagspolitiker.
Lingström var folkskollärare på Gotland. Han var riksdagsman åren 1914–1917 då han var ledamot av riksdagens andra kammare, invald i Gotlands läns valkrets. I riksdagen skrev han sju egna motioner, varav  flera i skolfrågor, t ex om bättre anställningsvillkor för småskollärarinnor och om generösare statsbidrag till fortsättningsskolor. En motion åsyftade en omorganisation av fögderiförvaltningen.